# Янковський Марко Ілліч
Марко́ Іллі́ч Янко́вський (* 4 (17) жовтня 1915, Астрахань — † 27 квітня 1980, Сімферополь) — український сценограф. Лауреат Державної премії СРСР 1977 року.
1941 року закінчив Харківський художній інститут. Відразу призваний до дієвої армії СРСР, за бойову звитягу нагороджений орденом Червоної Зірки.
Працював головним сценографом Кримського російського театру в Сімферополі (1953—1980).
1967 — заслужений діяч мистецтв УРСР.
Оформлення вистав:
- «Яків Богомолов» — М. Горького,
- «Вони були акторами» Г. Натансона і В. Орлова,
- «Камінний господар» Лесі Українки (1962),
- «Фауст і смерть» Олександра Левади (1962),
- «Гайдамаки» за Тарасом Шевченком (1963),
- «Навала» Леоніда Леонова (1965),
- «Велетні півночі» Генріка Ібсена (1966),
- «Справа, якій ти служиш» — за Ю. Германом,
- «Талан» Михайла Старицького (1977) та ін.

Помер 27 квітня 1980 року, похований на цвинтарі Абдал.